# Bountyaalscholver
De bountyaalscholver (Leucocarbo ranfurlyi, synoniem: Phalacrocorax ranfurlyi) is een vogel uit de familie Phalacrocoracidae (Aalscholvers). Het is een kwetsbare, endemische vogelsoort op de Bountyeilanden, een groep van kleine onbewoonde en rotsachtige eilanden, die behoren tot de Nieuw-Zeelandse Sub-Antarctische eilanden.

## Kenmerken
De vogel is 71 cm lang. De vogel is van boven zwart met een blauwe, metaalglans. De borst en buik zijn wit, de poten roze en een brede witte streep op de vleugels.

## Verspreiding en leefgebied
Deze soort is endemisch op een groep van kleine onbewoonde en rotsachtige eilanden, die behoren tot de Nieuw-Zeeland. De vogels broeden daar op smalle rotsrichels en dichte kolonies met nesten die soms op slechts één meter afstand van elkaar liggen.

## Status
De bountyaalscholver heeft een beperkt verspreidingsgebied en daardoor is de kans op uitsterven aanwezig. De grootte van de populatie werd in 2013 geschat op 874-975 volwassen individuen. Het bestaan van deze soort kan worden bedreigd door extreme weersomstandigheden en veranderingen in het ecosysteem van het omringende zeegebied door klimaatverandering. Om deze redenen staat deze soort als kwetsbaar op de Rode Lijst van de IUCN.